# The Richest Man in Babylon

The Richest Man in Babylon est le troisième album de Thievery Corporation sorti en 2002

## Liste des titres
1. Heaven's Gonna Burn Your Eyes
2. Facing East
3. The Outernationalist
4. Interlude
5. Omid (Hope)
6. All That We Perceive
7. Un simple histoire (A Simple Story)
8. Meu Destino (My Destiny)
9. Exilio (Exile)
10. From Creation
11. The Richest Man in Babylon
12. Liberation Front
13. The State Of The Union
14. Until The Morning
15. Resolution